# Dobson (Carolina del Nord)
Dobson és una població dels Estats Units i seu del comtat de Surry a l'estat de Carolina del Nord. Segons el cens del 2000 tenia 1.457 habitants.

## Demografia
Segons el cens del 2000, Dobson tenia 1.457 habitants, 555 habitatges i 339 famílies. La densitat de població era de 314,3 habitants per km².
Dels 555 habitatges en un 29,2% hi vivien nens de menys de 18 anys, en un 45,6% hi vivien parelles casades, en un 9,4% dones solteres, i en un 38,9% no eren unitats familiars. En el 33,7% dels habitatges hi vivien persones soles el 18,4% de les quals corresponia a persones de 65 anys o més que vivien soles. El nombre mitjà de persones vivint en cada habitatge era de 2,37 i el nombre mitjà de persones que vivien en cada família era de 3,03.
Per edats la població es repartia de la següent manera: un 23% tenia menys de 18 anys, un 11,9% entre 18 i 24, un 29% entre 25 i 44, un 18,9% de 45 a 60 i un 17,2% 65 anys o més.
L'edat mediana era de 35 anys. Per cada 100 dones de 18 o més anys hi havia 100 homes.
La renda mediana per habitatge era de 26.765 $ i la renda mediana per família de 34.792 $. Els homes tenien una renda mediana de 22.050 $ mentre que les dones 21.000 $. La renda per capita de la població era de 19.346 $. Entorn del 17,8% de les famílies i el 23,3% de la població estaven per davall del llindar de pobresa.

## Poblacions més properes
El següent diagrama mostra les poblacions més properes.